# 第71回日劇學院賞
←第70回 - 第71回 - 第72回→
第71回日劇學院賞，針對2011年10月到12月在日本播出的連續劇做出投票與評比。本季由《家政婦女王》獲得最多獎項。

## 最優秀作品賞
1. 家政婦三田
2. 妖怪人間貝姆
3. 還有第11人！

- 讀者票：1. 家政婦三田；2. 妖怪人間貝姆；3. 推理要在晚餐後；4. 南極大陸；5. 江～公主們的戰國～
- 記者票：1. 家政婦三田；2. 妖怪人間貝姆；3. 最強名醫；4. 南極大陸；5. RUNAWAY
- 評審票：1. 家政婦三田；2. 還有第11人!；3. 妖怪人間貝姆；4. 推理要在晚餐後 ；5.我是影子

## 主演男優賞
1. 龜梨和也（妖怪人間貝姆）
2. 澤村一樹（最強名醫）
3. 櫻井翔（推理要在晚餐後）

- 讀者票：1. 龜梨和也（妖怪人間貝姆）；2. 櫻井翔（推理要在晚餐後；3. 木村拓哉（南極大陸）
- 記者票：1. 龜梨和也（妖怪人間貝姆）；2. 澤村一樹（DOCTORS～最強的名醫～）；3. 木村拓哉（南極大陸）
- 評審票：1. 澤村一樹（DOCTORS～最強的名醫～）；2. 神木隆之介（還有第11人！）；3. 小林薫（深夜食堂2）

## 主演女優賞
1. 松嶋菜菜子（家政婦三田）
2. 深田恭子（專業主婦偵探～我是影子）
3. 菅野美穗（蜜之味～A Taste Of Honey～）

- 讀者票：1. 松嶋菜菜子（家政婦三田）；2. 上野樹里（江～公主們的戰國～）；3. 深田恭子（我是影子）
- 記者票：1. 松嶋菜菜子（家政婦三田）；2. 菅野美穗（蜜之味）；3. 深田恭子（我是影子）
- 評審票：1. 松嶋菜菜子（家政婦三田）；2. 深田恭子（我是影子）；3. 菅野美穂（蜜之味）

## 助演男優賞
1. 長谷川博己（家政婦三田）
2. 鈴木福（妖怪人間貝姆）
3. 高嶋政伸（DOCTORS〜最強的名醫〜）

- 讀者票：1. 鈴木福（妖怪人間貝姆）；2. 長谷川博己（家政婦三田）；3. 椎名桔平（推理要在晚餐後）
- 記者票：1. 鈴木福（妖怪人間貝姆）；2. 長谷川博己（家政婦三田）；3. 高嶋政伸（DOCTORS～最強的名醫～）
- 評審票：1. 長谷川博己（家政婦三田）；2. 高嶋政伸（DOCTORS～最強的名醫～）；3. 溝端淳平（蜜之味）

## 助演女優賞
1. 杏（妖怪人間貝姆）
2. 忽那汐里（家政婦三田）
3. 北川景子（推理要在晚餐後）

- 讀者票：1. 杏（妖怪人間貝姆）；2. 北川景子（推理要在晚餐後）；3. 大島優子（我無法戀愛的理由）
- 記者票：1. 杏（妖怪人間貝姆）；2. 忽那汐里（家政婦三田）；3. 本田望結（家政婦三田）
- 評審票：1. 杏（妖怪人間貝姆）；2. 忽那汐里（家政婦三田）；3. 木村多江（他、丈夫、男友們）

## 腳本賞
1. 遊川和彥（家政婦三田）
2. 西田征史（妖怪人間貝姆）
3. 宮藤官九郎（還有第11人!）

## 主題曲賞
1. 齊藤和義（想要變得溫柔）（家政婦三田）
2. 嵐（迷宮戀曲）（推理要在晚餐後）
3. 中島美雪（來自荒野）（南極大陸）

## 監督賞
1. 豬股隆一、佐藤東彌、石尾純、日暮謙（家政婦三田）
2. 狩山俊輔、佐久間紀佳、淺見真史（妖怪人間貝姆）
3. 石川淳一、土方政人（推理要在晚餐後）

## 特別賞
- 水戶黃門